# لاور جميل
 لاور جميل  بفتح الواو والراء، وفتح الجيم، وسكون اللام، قرية صغيرة تتبع لناحية كوخرد ( بالفارسية: بخش كوخرد ) من توابع مدينة بستك في محافظة هرمزگان في جنوب إيران.
مصتلح  لاور  يطلق على مكان واسع ومحاط بالجبال من ثلاث جهات، بحيث أن المياه الأمطار تجري إليها من ثلاث جهات وتخرج من جهة واحدة، و لاور : كلمة فارسية معربة تعني (الأرض الواسع).

## وصلات خارجية
- التقسيمات الادارية لمحافظة هرمزگان
- التقسيمات الادارية لمحافظة هرمزگان (بلده كوخرد)